# Antoine d'Orléans (1866-1930)
Pour l’article homonyme, voir Antoine d'Orléans.
Antoine Marie Louis Philippe Jean Florent d'Orléans, infant d’Espagne et quatrième duc de Galliera (en Italie) est né à Séville le 23 février 1866 et mort à Neuilly-sur-Seine le 24 décembre 1930. C’est un membre de la famille royale espagnole et un petit-fils du roi des Français Louis-Philippe Ier.

## Famille

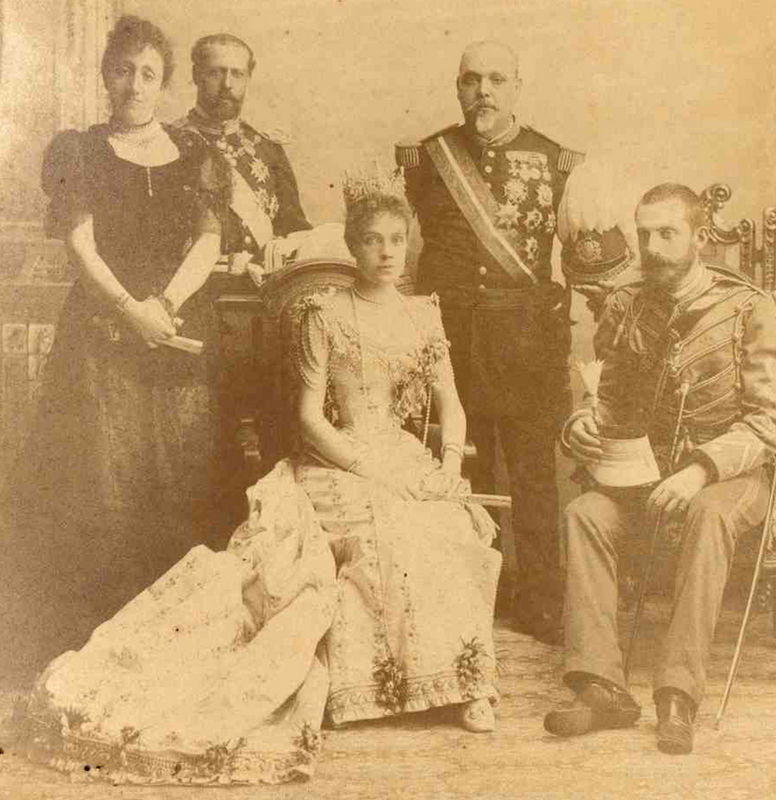
Le prince Antoine et son épouse (assis).

Antoine d’Orléans est le seul fils survivant du prince français Antoine d'Orléans, duc de Montpensier, et de son épouse l'infante espagnole Louise Fernande de Bourbon (1832-1897). Par son père, il est le petit-fils du roi des Français Louis-Philippe Ier (1773-1850) et de son épouse Marie-Amélie de Bourbon (1782-1866), princesse des Deux-Siciles. Par sa mère, il est également le petit-fils de deux autres souverains : le roi Ferdinand VII d’Espagne (1784-1833) et sa femme la reine Marie-Christine de Bourbon (1806-1878), princesse des Deux-Siciles.
Le 6 mars 1886, le prince épouse à Madrid sa cousine germaine l'infante espagnole Eulalie de Bourbon (1864-1958), elle-même fille de la reine Isabelle II d’Espagne (1830-1904) et de son époux le roi-consort François d'Assise de Bourbon (1822-1902), duc de Cadix. Du fait de ce mariage, Antoine d’Orléans devient une seconde fois le beau-frère d’Alphonse XII d’Espagne, qui l’était déjà en tant qu’époux de Mercedes d’Orléans (1860-1878), sœur d’Antoine.
Du mariage d’Antoine et d’Eulalie naissent trois enfants :
- Alphonse d’Orléans (1886-1975), infant d’Espagne et 5e duc de Galliera, qui épouse en 1909 la princesse Béatrice d'Édimbourg et de Saxe-Cobourg et Gotha (1884-1966), d’où 3 enfants ;
- Louis-Ferdinand d'Orléans (1888-1945), infant d’Espagne et prince de Galliera, qui s'unit en 1930 à Marie Say (1857-1943), veuve du prince Amédée de Broglie (1849-1917) ; sans postérité ;
- Roberte d'Orléans (1890-1890), infante d'Espagne et princesse de Galliera.

## Biographie
Antoine d’Orléans naît à Séville, peu avant la fin du règne de sa tante la reine Isabelle II, mais il passe une bonne partie de son enfance à l’étranger, du fait de la révolution de 1868 qui chasse sa famille d’Espagne. Pourtant, son père, l’ambitieux et libéral duc de Montpensier, n’est pas sans lien avec les révolutionnaires qui le poussent à quitter son pays d’adoption : c’est en effet avec son argent que le soulèvement a été préparé et il espère bien être élu roi en guise de remerciement. Cependant, la tentative est un échec et le bannissement des Orléans est confirmé par le gouvernement provisoire espagnol.
En décembre 1874, le coup d'État du général Arsenio Martínez Campos permet la restauration de la monarchie espagnole et le jeune Alphonse XII est proclamé souverain (à la suite de la renonciation de sa mère). Quelques mois après, les Orléans sont pardonnés et Antoine retourne vivre avec sa famille à Séville, au palais de San Telmo. En 1878, la réconciliation des Orléans et des Bourbon espagnols est même totale puisque le roi Alphonse XII épouse l’une des sœurs aînées d’Antoine, la princesse Mercedes d’Orléans (1860-1878).
En 1886, Antoine d'Orléans épouse à son tour l’une des sœurs d’Alphonse XII, l’infante Eulalie d’Espagne (1864-1958). Mais le prince est volage et dépensier tandis que son épouse est une femme forte et cultivée, qui refuse de supporter les humiliations que lui fait subir son époux. C’est la raison pour laquelle le couple se sépare, puis divorce, peu après la naissance de son troisième enfant.
L'union d'Antoine avec la sœur du roi lui donne tout de même l’occasion de jouer un certain rôle officiel à la Cour de Madrid. En 1892, le prince participe ainsi au voyage de son épouse à Cuba et aux États-Unis, à l’occasion de la commémoration du quadricentenaire de la « découverte » de l’Amérique par Christophe Colomb. 
En 1895, le roi d'Italie, Humbert Ier, relève le titre de duc de Galliera en faveur d’Antoine d’Orléans. L’héritier légitime du titre, Philippe de La Renotière von Ferrary (1850-1917), refuse en effet de le porter et le prince met en avant les liens de sa famille avec la dernière duchesse de Galliera, Maria Brignole Sale (1812-1888), pour se faire conférer le titre.
En 1900, l’infant d’Espagne rencontre, à l’hôtel Savoy de Londres, Marie-Louise Le Manac’h (1869-1949), veuve de Simon Gugenheim. 
Immédiatement séduit par cette jeune bretonne, le prince entame avec elle une relation amoureuse qui s’étale au grand jour entre Londres, Paris et Séville. Cependant, même avec sa maîtresse, il est incapable de rester fidèle et, en 1906, il finit par se lasser de celle qu’il a peu à peu introduite dans « le grand monde ». Antoine d'Orléans ne sort cependant pas totalement indemne de cette relation car sa maîtresse, furieuse d’être éconduite, lui brise plusieurs dents en le frappant de son ombrelle.
Pendant toutes ces années, le prince mène grand train et dilapide la fortune de sa famille pendant que son ex-femme vit dans une relative pauvreté. Ainsi, en 1919, ses dépenses excessives le contraignent à vendre les terres de son duché italien.
Il meurt dans la pauvreté à Paris, en 1930, et ses restes sont transférés au panthéon des Infants du monastère de l’Escurial.

## Titulature et décorations

### Titulature
- 23 février 1866 - 5 février 1890 : Son Altesse Royale Antoine d'Orléans y Borbón, infant d'Espagne, prince d'Orléans
- 5 février 1890 - 24 décembre 1930 : Son Altesse Royale le duc de Galliera, infant d'Espagne, prince d'Orléans

### Décorations dynastiques
- Grand-croix de l’ordre de Saint-Hubert (royaume de Bavière)
- Chevalier de l’ordre de la Toison d'Or (royaume d'Espagne, 16 septembre 1880)
- Grand-croix avec collier de l’ordre de Charles III (royaume d'Espagne, 23 février 1866)
- Lieutenant-général de l’ordre de Montesa (royaume d'Espagne)
- Chevalier de la Société royale d'équitation de Séville (royaume d'Espagne, 1866)[2]
- Chevalier de la corporation royale de chevalerie de Ronda (royaume d'Espagne)